# Hermana Otra
Sister Outsider: Essays and Speeches (en castellano traducido como Hermana otra) es una colección de ensayos y discursos escritos por Audre Lorde, una escritora centrada en su identidad: mujer negra, lesbiana, poeta, activista, sobreviviente de cáncer, madre y feminista. Esta colección, considerada un referente de las obras de ensayo más influyentes de Lorde, ha tenido un impacto en el desarrollo de las teorías feministas contemporáneas. En quince ensayos y discursos que datan de 1976 a 1984, Lorde exploró las complejidades de la identidad interseccional, mientras se basaba explícitamente en sus experiencias personales de opresión para incluir el sexismo, el heterosexismo, el racismo, la homofobia, el clasismo y la discriminación por edad.
Examinó una amplitud de temas; entre ellos, el amor, el orgullo, la guerra, el imperialismo, la brutalidad policial, la creación de coaliciones, la violencia contra las mujeres, el feminismo negro y los movimientos hacia la igualdad que reconocen y adoptan las diferencias como vehículo para el cambio. Con un razonamiento consciente y meditado, Lorde exploró sus recelos ante la marginación generalizada y profundamente arraigada en el sistema patriarcal blanco de Estados Unidos, al tiempo que ofrecía mensajes de esperanza. Los ensayos se enseñan extensamente y se han convertido en objeto de análisis académico. El razonamiento filosófico de la autora, que incide en las opresiones como complejas y entrelazadas, hace que su libro sea una contribución significativa a la teoría social crítica.

## Temas
El paradójico título de Sister Outsider expresa el compromiso de Lorde con su identidad y las multiplicidades que se reúnen para formar su identidad única, multiplicidades que a menudo la colocan "en la línea de fuego", en un espacio que rechaza la seguridad, lo que demuestra la capacidad de Lorde para aceptar las dificultades en el camino para crear el cambio. Lorde informó a través de estos ensayos de que las historias de la cultura occidentalizada han condicionado a los habitantes a ver "las diferencias humanas en oposición simplista entre sí" -bueno/malo, superior/inferior- y a desconfiar siempre de estas últimas. En su lugar, sugirió que había que utilizar las diferencias como catalizador del cambio.
En esta colección, Lorde desafió el sexismo, el racismo, la discriminación por edad, la homofobia y el clasismo con rotundidad. Propuso que conocer las diferencias sirvan para la acción y el cambio creativo y enfatizó la necesidad de aplicar estos conceptos a la próxima generación del feminismo. Lorde también exploró el miedo y la sospecha que surgen entre hombres y mujeres afroamericanos, lesbianas, feministas y mujeres blancas que, en última instancia, sirven como aislamiento para las mujeres afroamericanas al construir una estructura social que deshumaniza vidas.

### Lo erótico versus lo pornográfico
En Sister Outsider, Lorde se encargó de discernir la diferencia y el significado de lo erótico y lo pornográfico. Todo ello en el contexto de la sexualidad, las dinámicas de poder y la homosexualidad. Como escribió, "lo erótico ofrece un pozo de fuerza reponedora y provocadora a la mujer que no teme su revelación, ni sucumbe a la creencia de que la sensación es suficiente". Lorde mostró la experiencia emocional de la sexualidad y define lo erótico de un modo que desconecta la tradicional interpretación dominada por los hombres. Separó lo erótico y lo pornográfico transmitiendo el efecto de poder entre ambos. "La pornografía es una negación directa del poder de lo erótico, porque representa la supresión del verdadero sentimiento. La pornografía enfatiza la sensación sin sentimiento". Tras definir estos dos términos, los relacionó con su propia identidad como feminista lesbiana negra. A sus ojos, lo erótico no es simplemente una experiencia o pulsión física, sino una muestra de resistencia frente a una sociedad racista, patriarcal y homófoba.

## Publicación
Lorde firmó un contrato con la editorial The Crossing Press el 19 de noviembre de 1982 con una fecha de publicación proyectada para el 31 de mayo de 1984. Fue la primera autora lesbiana que publicó la editorial, a pesar de su política de no aceptar libros representados por agentes literarios. Lorde dijo a su agente que se sentía apurada por firmar un contrato que proporcionaba un anticipo. El libro fue un gran éxito financiero para la editorial. Fue reeditado en 2007 con un nuevo prólogo realizado por la académica y ensayista Cheryl Clarke.

## Contenido
El libro está compuesto por:
- Notes from a Trip to Russia: son entradas editadas del diario del viaje de dos semanas de Lorde a Rusia en 1976, como observadora estadounidense invitada a la conferencia de escritores afroasiáticos patrocinada por la Unión de Escritores Soviéticos.[11]
- Poetry is Not a Luxury publicado por primera vez en Chrysalis: A Magazine of Female Culture, no. 3 en 1977. Afirma que la poesía es una valiosa herramienta de interrogación y transformación social y personal, y actúa como puente entre los sentimientos anónimos, las palabras y la acción.[12]
- The Transformation of Silence into Language and Action; charla pronunciada en el "Lesbian Literature Panel" de la Modern Language Association en Chicago el 28 de diciembre de 1977.[13] Describió la causa y el sentido por el que necesitamos romper el silencio. El silencio no nos protegerá, por lo que la gente debe ponerse en contacto para establecer una comunicación que salve nuestras diferencias. Somos diferentes debido a nuestra raza, género y orientación sexual. Por lo tanto, guardar silencio también es una forma de miedo, ya que las personas temen enfrentarse al desprecio, la censura, el juicio, el desafío o la aniquilación. La charla también se basa en su experiencia con el cáncer de mama.[14]

- Scratching the Surface: Some Notes on Barriers to Women and Loving; publicado por primera vez en The Black Scholar, en 1978. Trata de la desconfianza y la hostilidad en las relaciones entre mujeres negras y hombres y mujeres negros.[15]
- Uses of the Erotic: The Erotic as Power, pronunciado en la Cuarta Conferencia de Berkshire sobre Historia de la Mujer, celebrada en el Mount Holyoke College el 25 de agosto de 1978. Fue publicado por primera vez como panfleto por Out & Out Books, y más tarde por Kore Press. Lorde utiliza este ensayo para plantear lo erótico como un modo de percepción emocionalmente cargado que informa nuevas formas de entender la experiencia.[16]
- Sexism: An American Disease in Blackface, publicado por primera vez como The Great American Disease en el número de mayo-junio de The Black Scholar de 1979. Sexism fue escrito en respuesta a The Myth of Black Macho: A Response to Angry Black Feminists de Robert Staples en un número anterior de The Black Scholar. En él se articula la amenaza que la masculinidad hegemónica patriarcal supone para los hombres y mujeres negros y para el respeto y la solidaridad dentro de la comunidad negra.[17]
- An Open Letter to Mary Daly; una carta en respuesta a Gyn/Ecology de Daly, en la que cuestiona su exclusión de las mujeres de color y del feminismo blanco en general.[18]
- Man Child: A Black Lesbian Feminist's Response; publicado por primera vez en Conditions: Four en 1979. Trata de los retos de criar a un hijo como madre lesbiana en una relación interracial en Estados Unidos.[19]
- An Interview: Audre Lorde and Adrienne Rich; se publicó por primera vez en Signs en el verano de 1981. Está editada a partir de tres horas de cintas de audio grabadas el 30 de agosto de 1979 en Montague, Massachusetts. La entrevista fue un encargo de Marilyn Hacker, editora invitada de Woman Poet: The East.[20]
- The Master's Tools Will Never Dismantle the Master's House desarrollado a partir de comentarios en "The Personal and the Political Panel" en la Segunda Conferencia sobre Sexo el 29 de septiembre de 1979 en Nueva York. Incluye comentarios sobre cómo las prácticas de exclusión, ausencia, invisibilidad, silencio y simbolismo dentro de la teoría feminista desacreditan al feminismo y hace un llamamiento a la transformación del uso del poder y la diferencia entre las mujeres.[21]
- Age, Race, Class, and Sex: Women Redefining Difference, ponencia presentada en el Coloquio Copeland del Amherst College en abril de 1980. La ponencia rechaza la diferencia como fuente de dominación y reivindica las diferencias entre individuos y comunidades como recursos para el cambio social creativo.[22]
- The Uses of Anger: Women Responding to Racism, fue una de las ponencias principales de la Conferencia de la Asociación Nacional de Estudios sobre la Mujer celebrada en Storrs, Connecticut, en junio de 1981. Aborda las experiencias de las mujeres de color dentro de sociedades sexistas y homófobas en relación con los sistemas que intentan negar y culpar a las comunidades oprimidas de su ira.[23]
- Learning from the 60s; de una charla pronunciada en la Universidad de Harvard en febrero de 1982 con motivo del Fin de Semana Malcolm X. Desafía a los lectores a analizar cómo sus prácticas reflejan sus ideologías y subraya la importancia de trabajar por la liberación mutua de múltiples sistemas de opresión.[24]
- Eye to Eye: Black Women, Hatred, and Anger; una versión abreviada se publicó por primera vez en essence, vol. 14, nº 6 en octubre de 1983. Describe las primeras experiencias de Lorde con las reacciones negativas de los blancos ante su negritud y transmite los efectos nocivos del racismo y el sexismo interiorizados en la autoestima y las relaciones entre mujeres negras.[25]
- Granada Revisited: An Interim Report , escrito durante el proceso de maquetación del libro, como una inclusión de última hora[10][5]. También sirve como crítica a la política exterior imperialista neocolonial de Estados Unidos.[26][10]

## Impacto
Sister Outsider es una contribución esencial e innovadora al feminismo negro, el feminismo poscolonial, los estudios de gays y lesbianas y la psicología crítica, los estudios queer negros, los estudios afroamericanos y el pensamiento feminista en general. La obra ha sido citada por académicas como Patricia Hill Collins, Donna Haraway, y Sara Ahmed. La publicación fue recibida con "elogios rotundos". Un crítico de Publishers Weekly se refirió al trabajo como "una revelación". Barbara Christian calificó la colección como "otra indicación de la profundidad del análisis que las escritoras negras están contribuyendo al pensamiento feminista". A partir de este libro, Lorde creó una nueva teoría social crítica que entiende las opresiones como superpuestas y entrelazadas, pensada desde su posición como outsider. Presentó su argumentación de una manera accesible con un lenguaje necesario para articular las diferencias y la compleja naturaleza de la opresión. El profesor y teórico estadounidense Roderick Ferguson cita a Sister Outsider como una influencia crítica en su libro Aberrations in Black, en el que acuña el término Queer of Color Critique.
Sister Outsider también recibió críticas negativas ya que cuestiona los privilegios no reconocidos de los lectores y su complicidad en la opresión. Las críticas se centraron en cómo Sister Outsider les incomodaba a la hora de enfrentarse a su culpabilidad como individuos cuyas identidades ocupan posiciones dominantes en Estados Unidos, concretamente a través de la blancura, la masculinidad, la juventud, la delgadez, la heterosexualidad, el cristianismo y la seguridad económica. Mientras que algunos críticos afirman que es difícil identificarse con la obra si no se es similar a Lorde, otros refutan esta afirmación, afirmando que Lorde utiliza un "modelo flexible de posicionamiento del sujeto" que permite a lectores de diversos orígenes determinar puntos de similitud y diferencia, desafiando sus nociones estándar de mismidad y subjetividad.